# Шумейка (Энгельсский район)
Шумейка — село в Энгельсском районе Саратовской области. Входит в Красноярское муниципальное образование.

## История
Село основано в середине XVIII века переселенцами с Украины, перевозившими соль с Эльтона.
В начале XX века село относилось к Генеральской волости Новоузенскому уезду Самарской губернии. Согласно Списку населённых мест Самарской губернии 1910 года, село населяли бывшие государственные крестьяне, русские и малороссы, православные, 895 мужчин и 1044 женщины. В селе имелись церковь, земская и церковно-приходская школы, 7 ветряных мельниц, рыбные промыслы, сады, кирпичный завод
.
После образования АССР немцев Поволжья — в составе Покровского кантона (до 1934 года), с 1937 года — в составе Терновского кантона (с 1934 по 1937 год территория была подчинена Энгельсскому горсовету). 28 августа 1941 года был издан Указ Президиума ВС СССР о переселении немцев, проживающих в районах Поволжья. Немецкое население АССР немцев Поволжья было депортировано.
После ликвидации АССР немцев Поволжья Шумейка, как и другие населённые пункты Терновского кантона, было передано Саратовской области.

## География
Село расположено в северо-западной части Энгельсского района на берегу Волгоградского водохранилища в районе автодорожного моста через Волгу.

## Население
| 1897 | 1910 | 1926 |
| ---- | ---- | ---- |
| 1949 | 1939 | 2409 |

| 2002 | 2010  | 2011  | 2015  |
| ---- | ----- | ----- | ----- |
| 1393 | ↗1408 | ↘1370 | ↗1469 |

## Общественный транспорт
Имеется пассажирская пристань, с которой отправляется теплоход Ом по маршруту Саратов (Речной вокзал) — Энгельс — Шалово — Дачное — Шумейка и обратно.
Маршрутки:
- № 364 связывает село с Энгельсом (Ярмарка).
- № 268 связывает село с селом Ленинское с Энгельсом (Ярмарка)
- № 268г связывает село с сёлами Ленинское и Генеральское и с Энгельсом (Ярмарка)

Автобусы:
- № 253 связывает ЖД Вокзал Саратов-1 с Дачами через Новый Саратовский мост
- № 275 связывает село с дачами Тополёвки с Энгельсом (Ярмарка)
- № 351 связывает село с Дворцом Культуры Дружба (Капрон) (мкр Химиков) с Дачами Тополёвки
- № 379 связывает село с ЖД Вокзалом Саратов-1 через Старый Саратовский мост